# Museum Catharijneconvent
Museum Catharijneconvent lub Het Catharijneconvent w Utrechcie (Prowincja Utrecht, Holandia) – muzeum sztuki sakralnej na terenie zabudowań dawnego XV-wiecznego klasztoru Joannitów przy kościele Świętej Katarzyny (obecnej katedrze).

## Historia
Przed powołaniem obecnego muzeum bogate zbiory mieściły się w trzech muzeach: Aartsbisschoppelijk Museum i Oud-Katholiek Museum w Utrechcie oraz w Bisschoppelijk Museum w Haarlem. W celu założenia obecnego muzeum powołano w 1971 roku Stichting Het Catharijneconvent (Fundację Konwentu Świętej Katarzyny). Kolejnym inicjatorem była Stichting Protestantse Kerkelijke Kunst (Fundacja Sakralnej Sztuki Protestanckiej). Ostatecznie muzeum zostało założone dnia 9 czerwca 1979 przez królową Holandii Juliannę jako Rijksmuseum Het Catharijneconvent (Królewskie Muzeum Konwentu Świętej Katarzyny). Obecna nazwa funkcjonuje od 1995 roku. Oprócz gromadzenia zbiorów wchodzących w skład ekspozycji stałej misją muzeum jest organizowanie wystaw czasowych związanych z tematyką sztuki sakralnej zarówno dawnej i współczesnej, historią sztuki sakralnej i Kościoła na terenie historycznych Niderlandów. Działalność muzealnicza Museum Catharijneconvent została kilkakrotnie doceniona m.in. 17 maja 2008 ówczesny dyrektor Guus van den Hout odebrał nagrodę w konkursie Europejskiego Muzeum Roku (European Museum of the Year Award) w Dublinie. Następnie wraz z innymi 37 muzeami Het Catherijnenconvent otrzymało z rąk królowej Fabiola de Mora y Aragon nominację w Europejskim Forum Muzeów (European Museum Forum) w Brukseli.

## Zbiory
Museum Catharijneconvent gromadzi dzieła sztuki od wczesnego średniowiecza po sztukę najnowszą. Ponadto muzeum oferuje szeroki wachlarz rodzajów sztuk plastycznych w rozmaitych technikach wykonania. W muzeum mieści się duży zbiór rzeźby średniowiecznej, zwłaszcza późnogotyckiej powstałej tuż przed ruchami ikonoklastycznymi które wybuchły w Niderlandach w dobie Reformacji.
Dużą kolekcję tworzą dzieła malarstwa tablicowego i sztalugowego począwszy od mistrzów malarstwa staroniderlandzkiego (m.in. Geertgen tot Sint Jans, Jan van Scorel) poprzez malarzy Złotego Wieku (m.in. Rembrandt, Frans Hals, Pieter van Saenredam) do współczesności (Jan Toorop, Shinkichi Tajiri, Frans Franciscus, Marc Mulders).
Muzeum gromadzi kolekcję średniowiecznego malarstwa książkowego, rzemiosł artystycznych głównie złotnictwa i sztuki tekstylnej, nadto ceramiki, plastyki z kości słoniowej itp.

## Wybrane dzieła

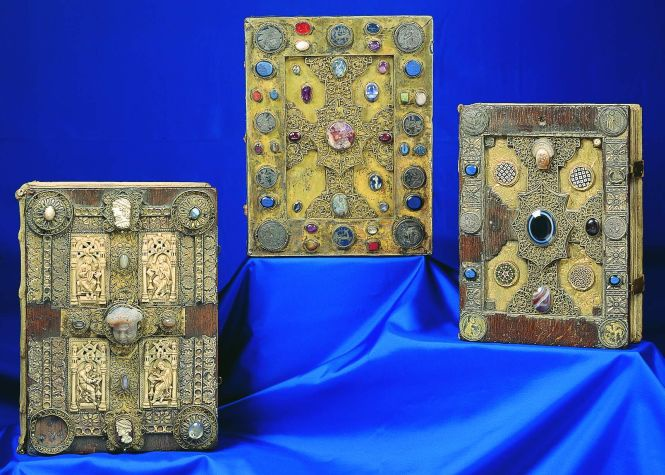
Kodeks Lebuinusa, oraz dwie oprawy Kodeksu Bernalfusa, X -XI w.
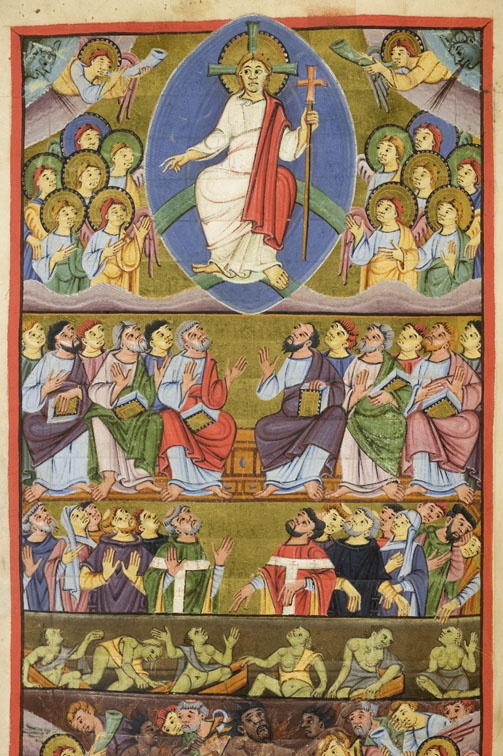
Krąg szkoły Reichenau – Miniatura z Kodeksu Bernalfusa, ok. 1020 r.
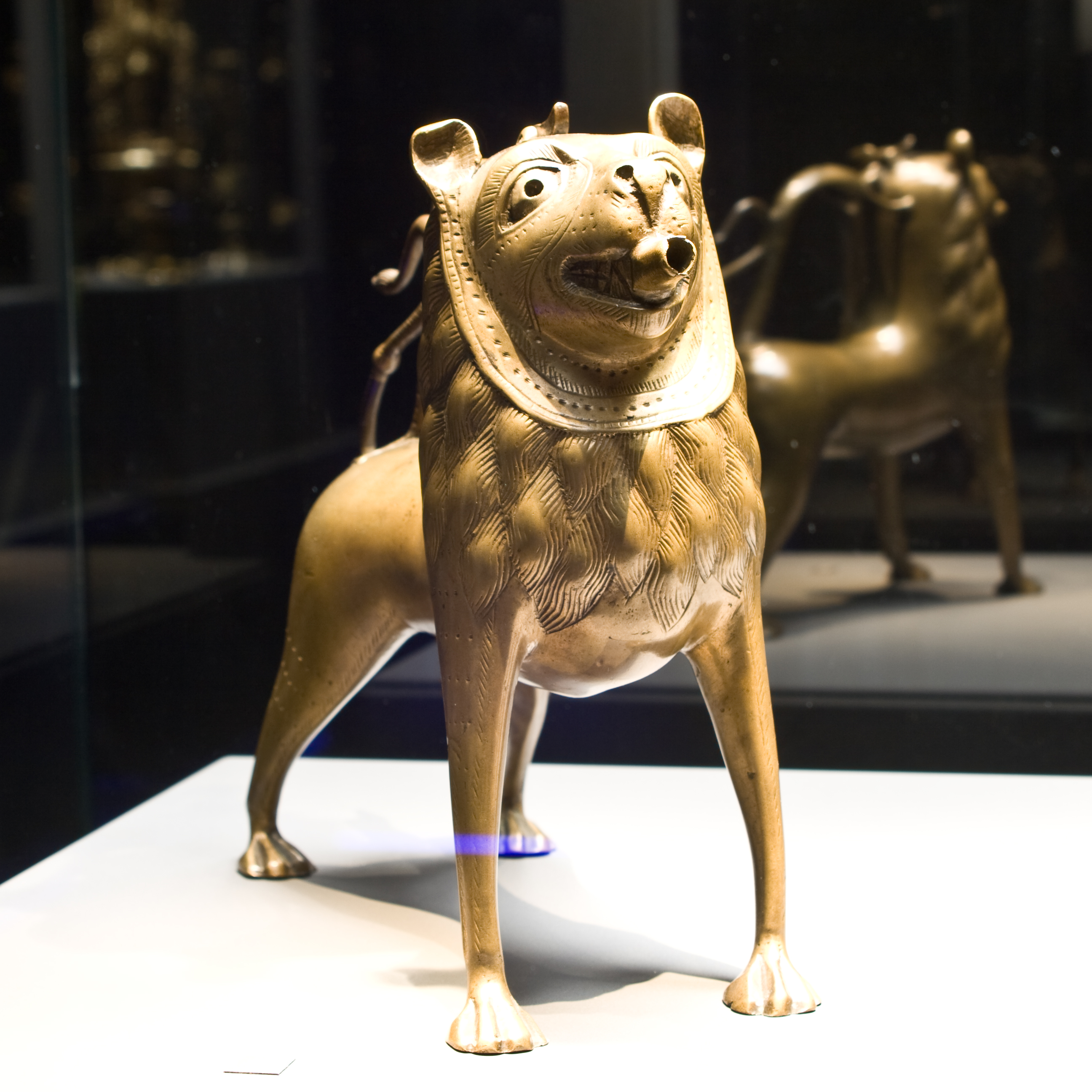
Romańska akwamanila, Niemcy XI w.
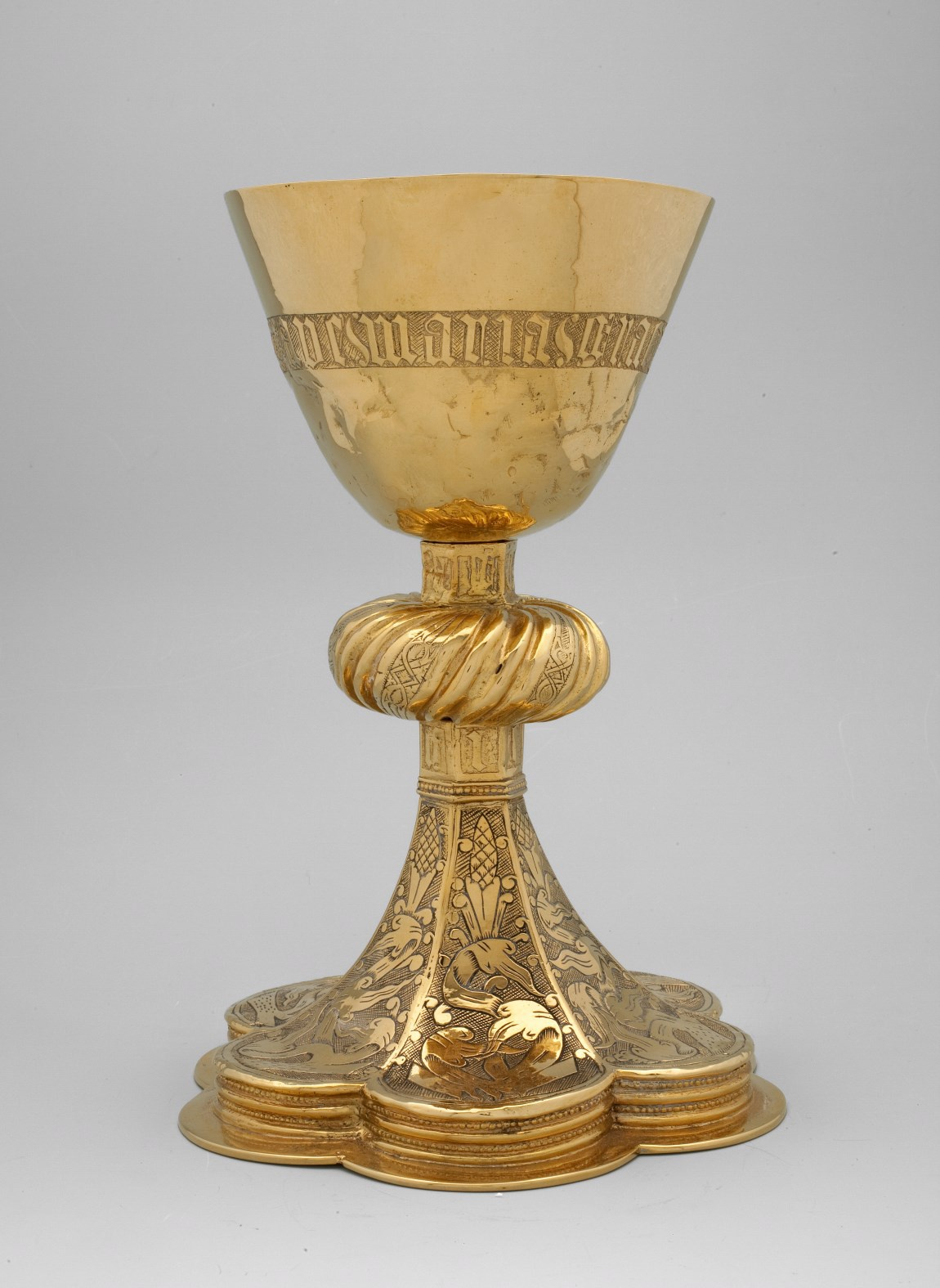
Nieznany złotnik niderlandzki – Kielich, ok. 1500

Ornat późnogotycki, 1510 r.
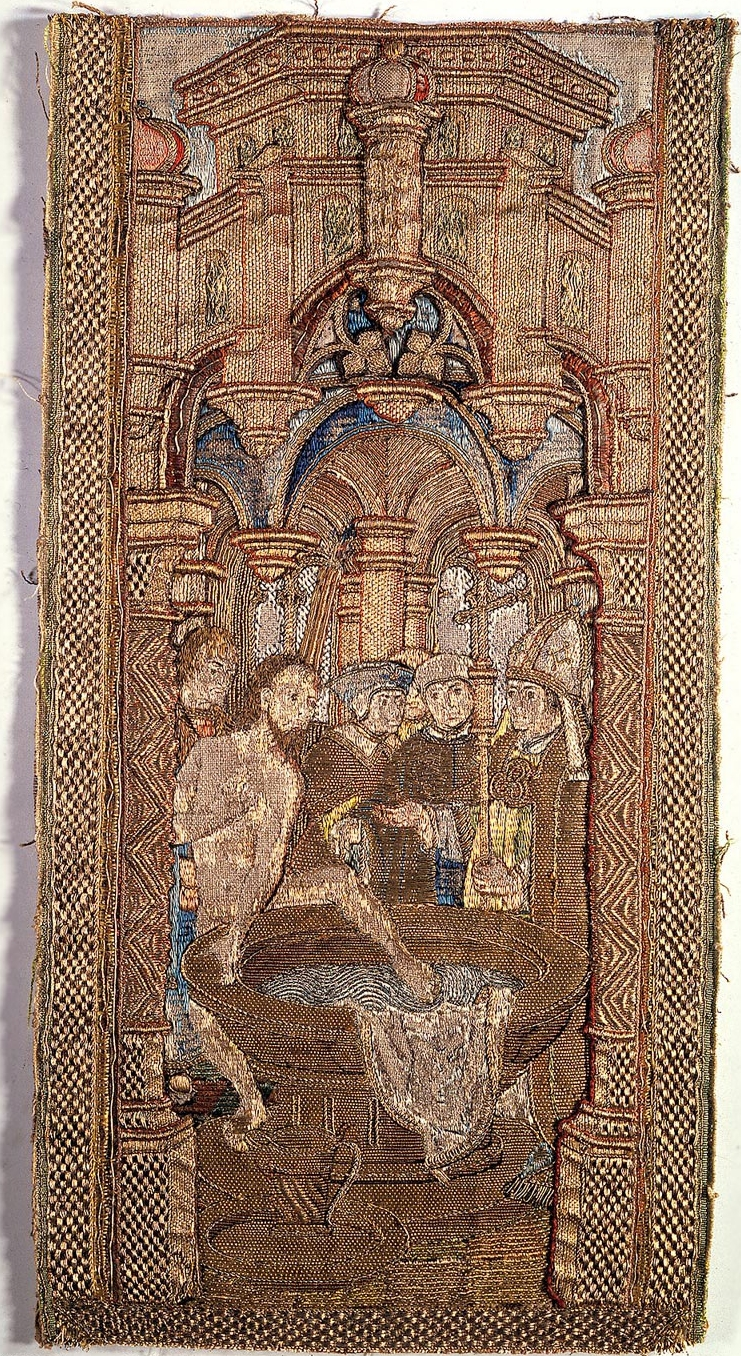
Haft przedstawiający legendę o niedoszłym chrzcie Radboda z ręki św. Wolframa, tutaj zastąpionego błędnie przez św. Wilibrorda
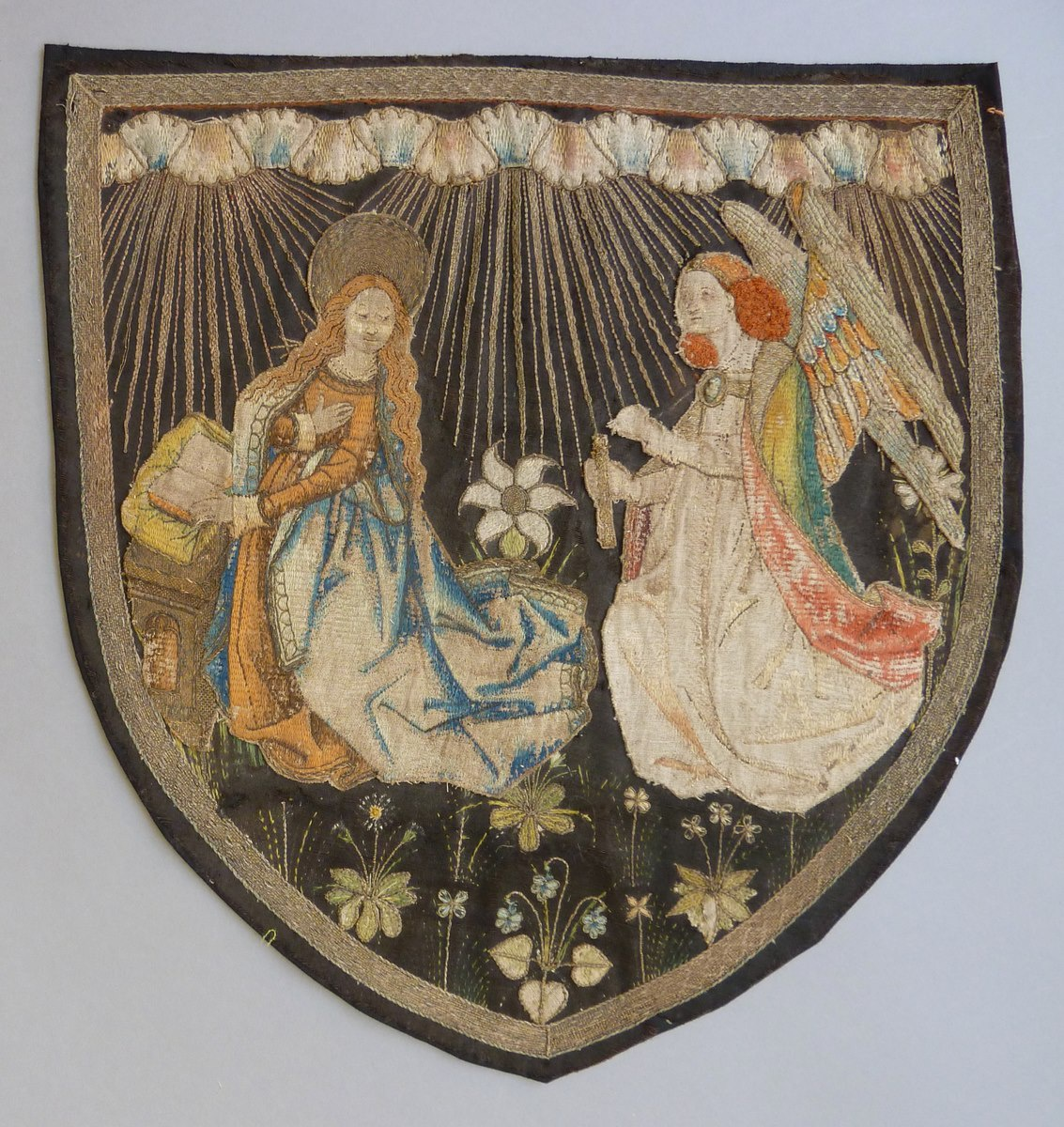
Zwiastowanie, fragment kapy z ok. 1470 r.
Nieznany mistrz niderlandzki – Agrafa z Mojżeszem (fragment obrazu Salvator Mundi), między 1500 a 1509 r.

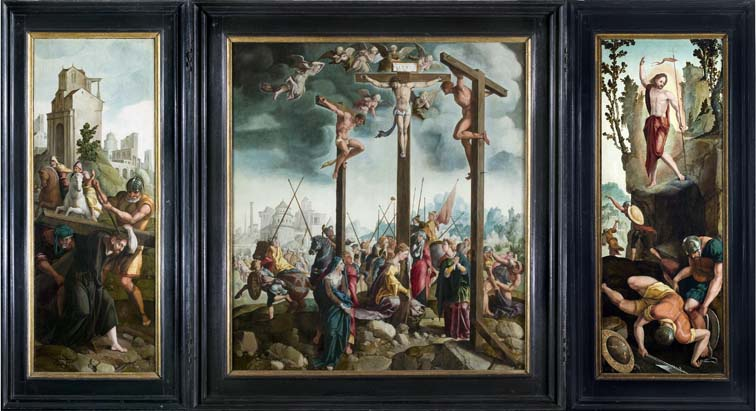
Jan van Scorel (?) – Tryptyk Ukrzyżowania, między 1530-1539
Malarz dolnoreński – Zwiastowanie, około 1490 r.
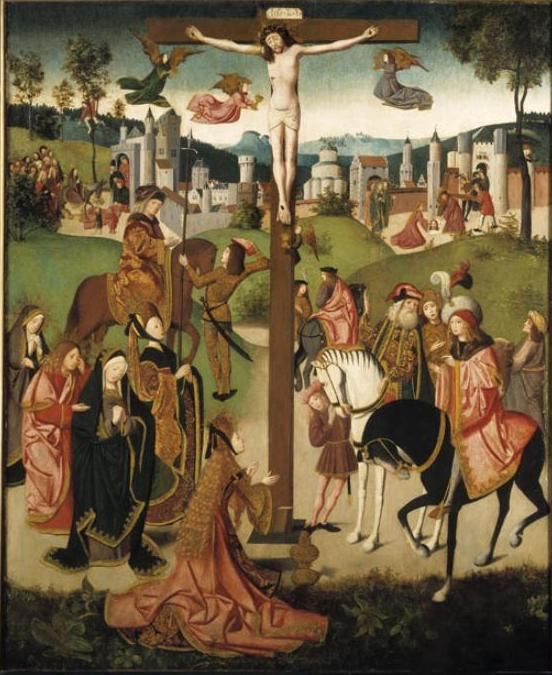
Mistrz Męczeństwa św. Łucji – Ukrzyżowanie, ok. 1500 r.
Maerten de Vos – Mojżesz w otoczeniu alegorii Dekalogu, między 1574 a 1575

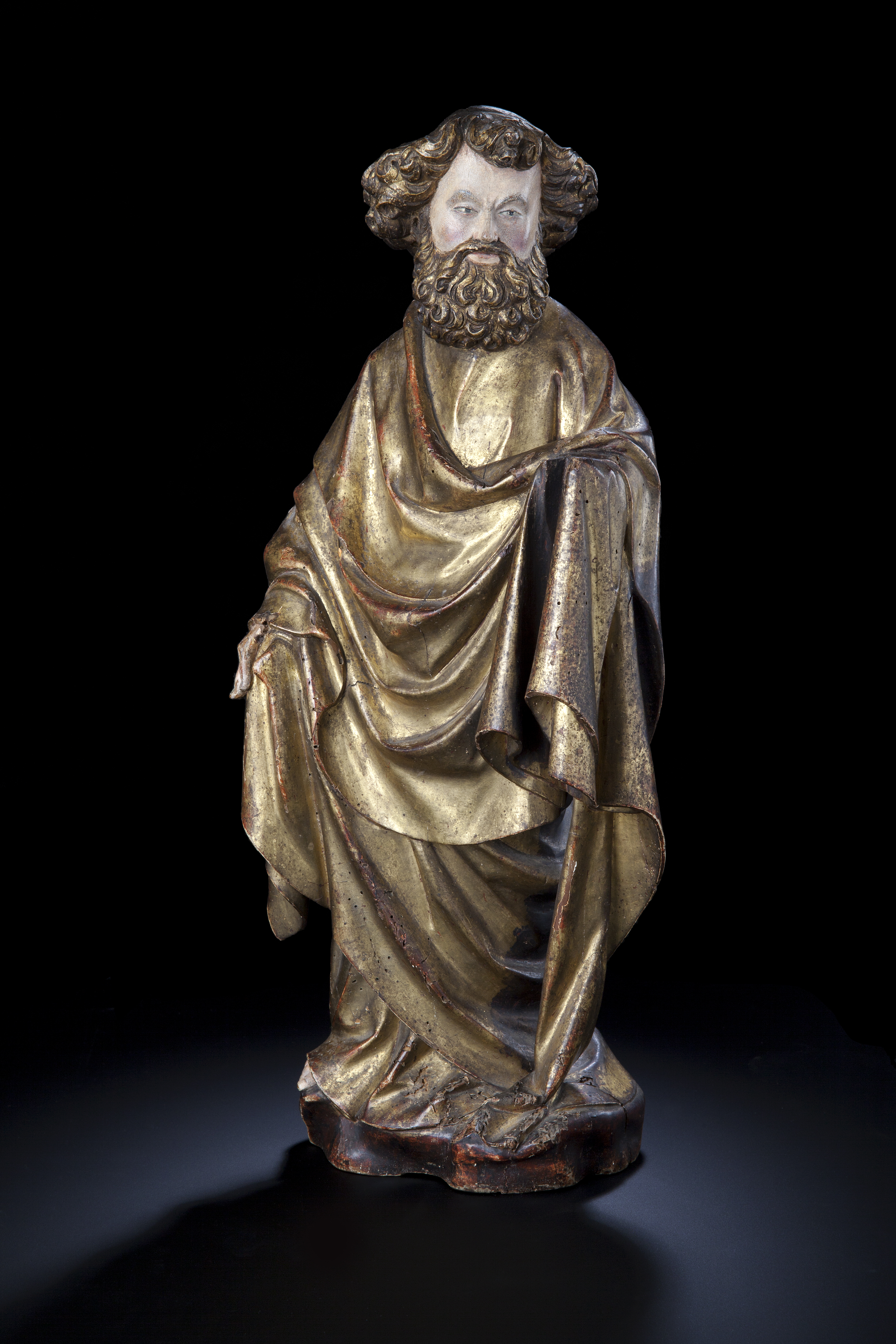
Claux de Werve – Święty Piotr Apostoł,  między 1410 a 1419 r.
Nieznany mistrz północnoniderlandzki – Ofiarowanie Jezusa w świątyni, między 1465 a 1479
Adriaen van Wesel (warsztat) – Ostatnia Wieczerza, ok. 1490
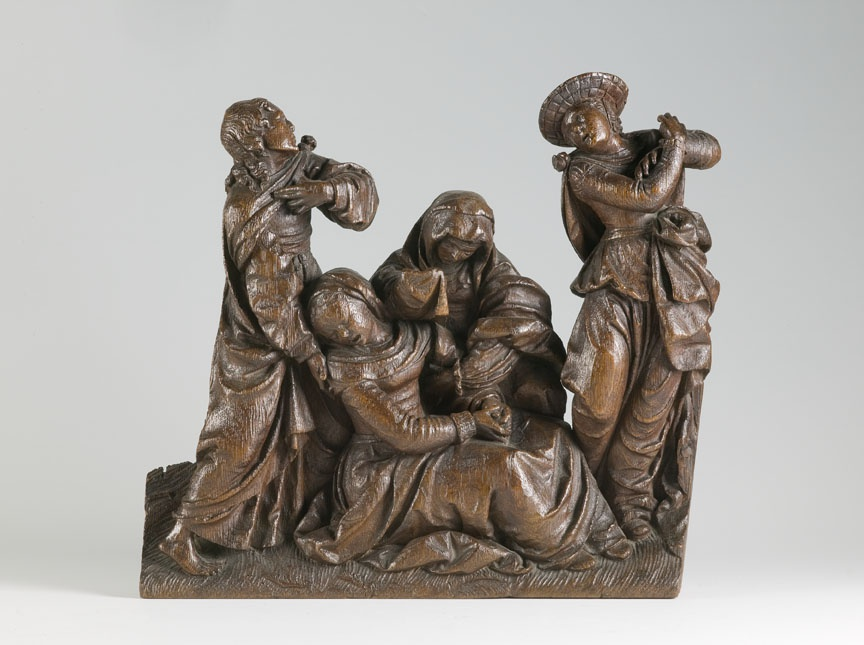
Nieznany mistrz utrechcki – Zaśnięcie Marii, między 1545 a 1554 r.

Geertgen tot Sint Jans – Vir Dolorum, między 1485 a 1494 r.
Malarz dolnoreński – Chrystus przed Piłatem, ok. 1410 r.
Mistrz Ostatniej Wieczerzy – Ostatnia Wieczerza, przed 1524 r.
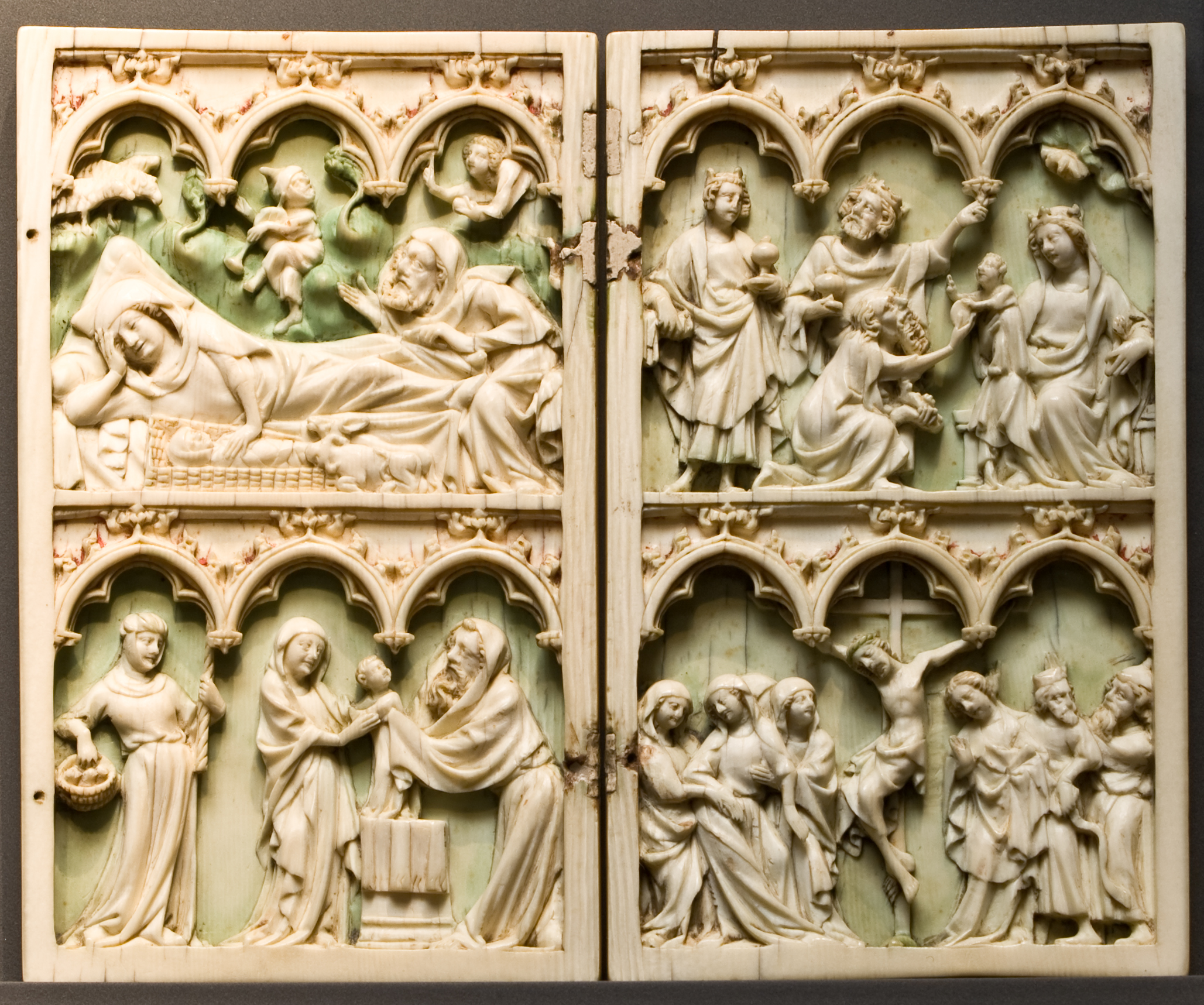
Nieznany mistrz niderlandzki –  Dyptyk z kości słoniowej,  ok. 1375 r.

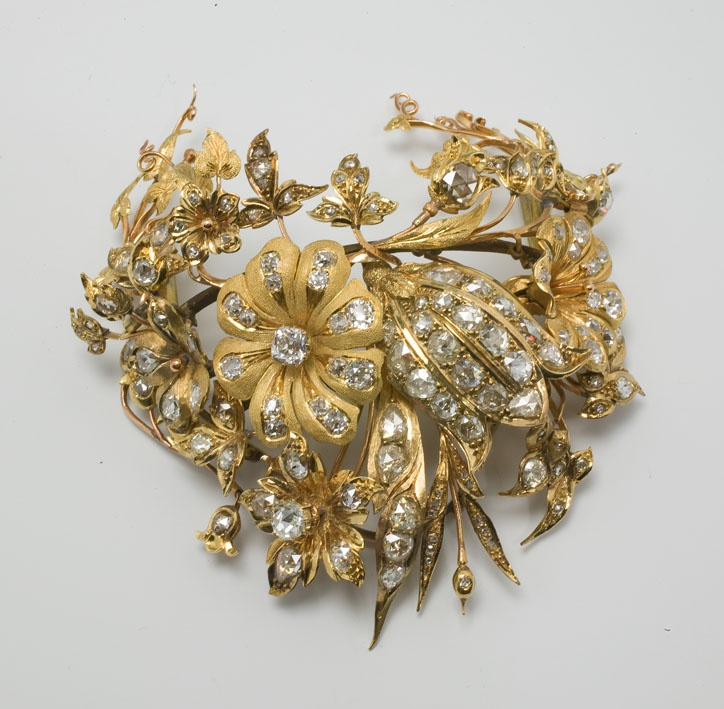
Jacques F. J. Lefebvre-Caters (Doornik) – Klejnot z monstrancji diamentowej, XVII w.
Grupa Ukrzyżowania, XVII w.
Adam Visch – Ampułki, ok. 1770-1780
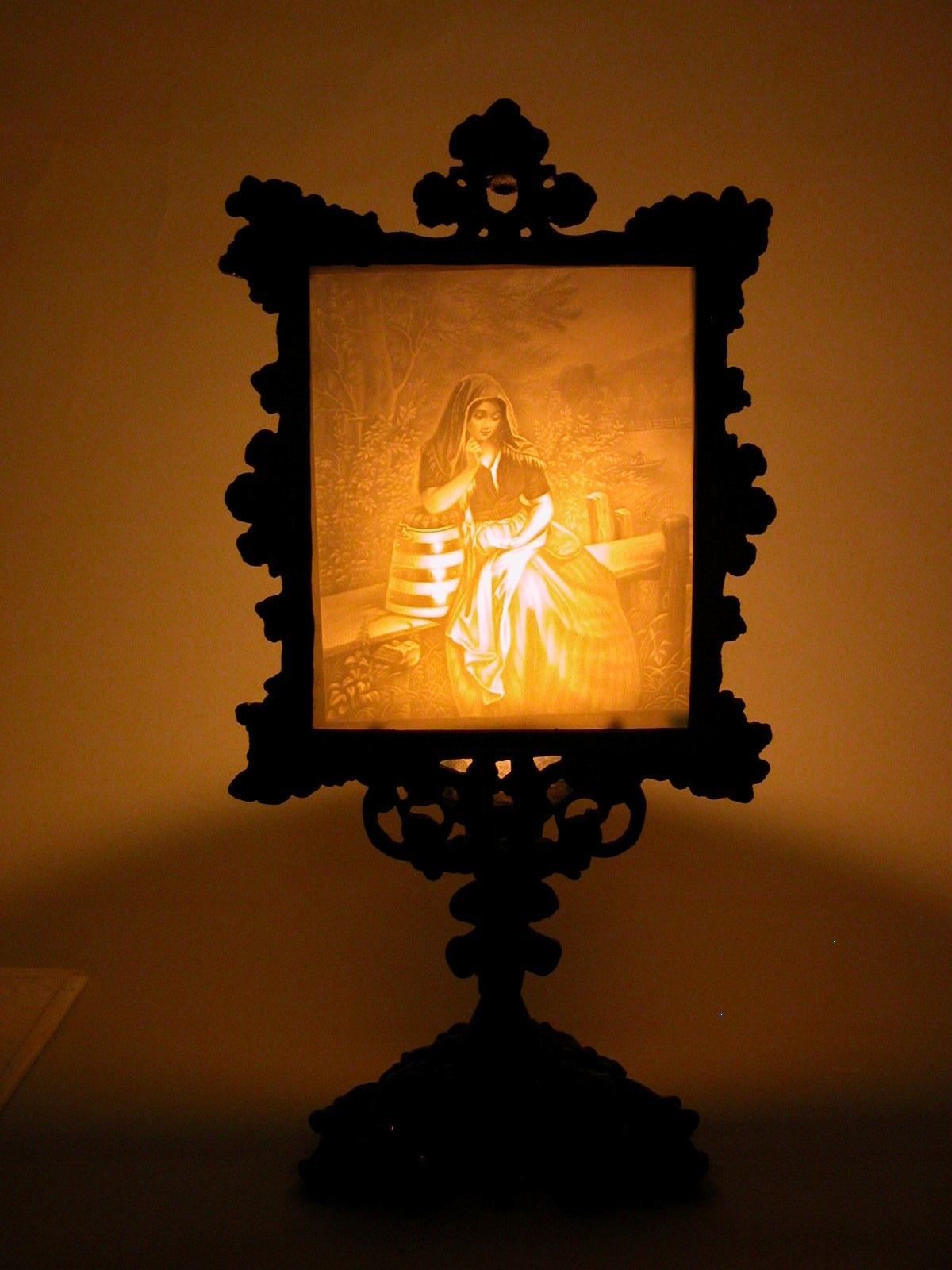
Lampa nocna, Niemcy, ok. 1860 a 1879

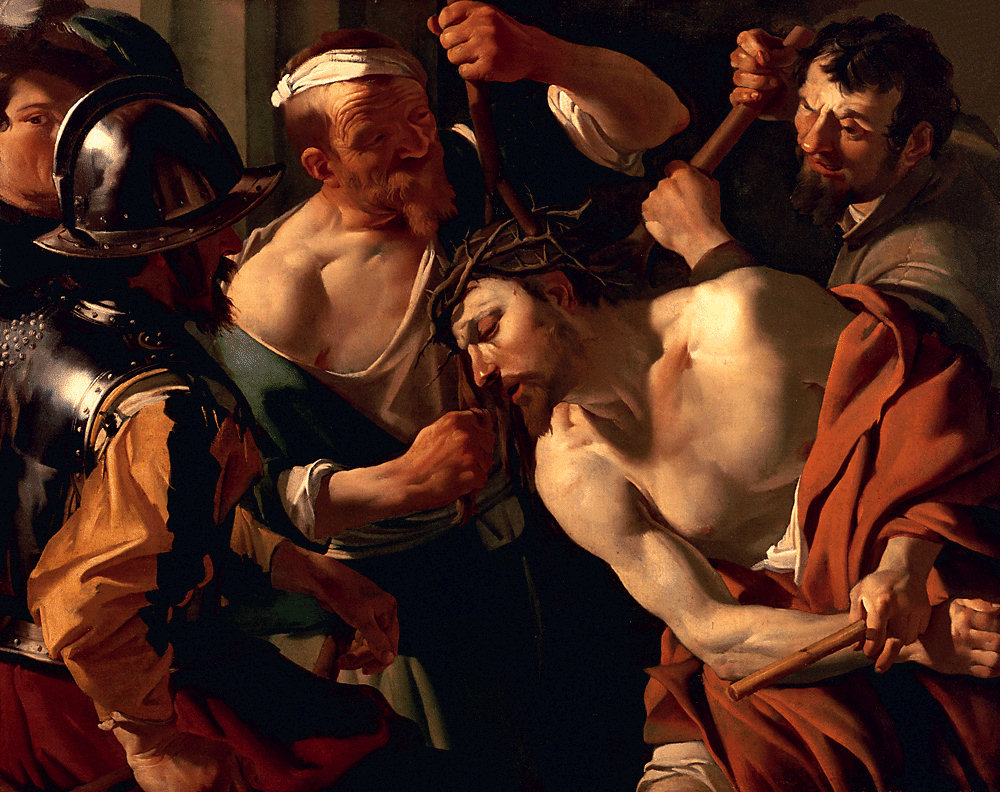
Dirck van Baburen – Cierniem koronowanie, 1623 r.
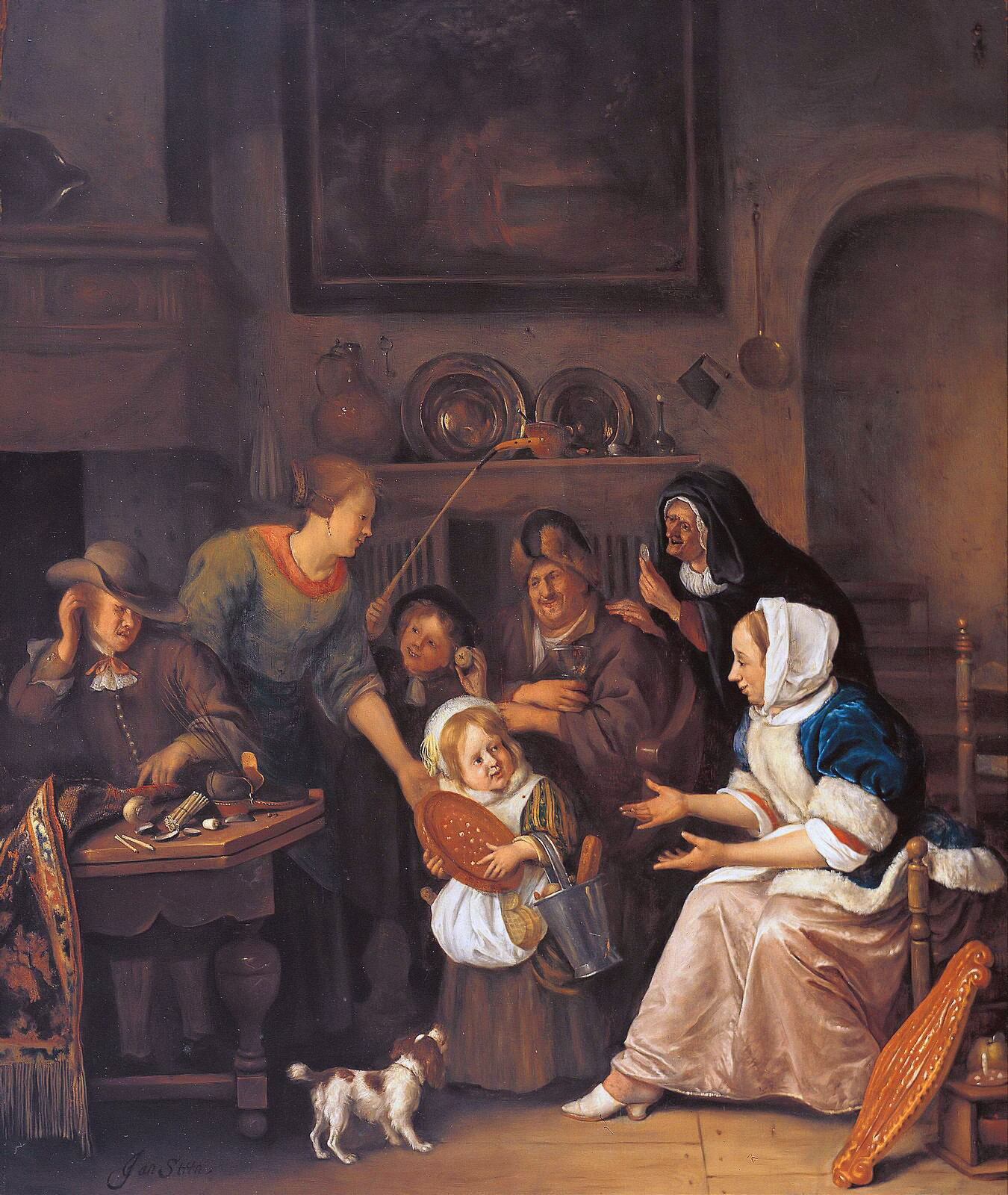
Jan Steen – Dzień świętego Mikołaja, między 1670 a 1675 r.:
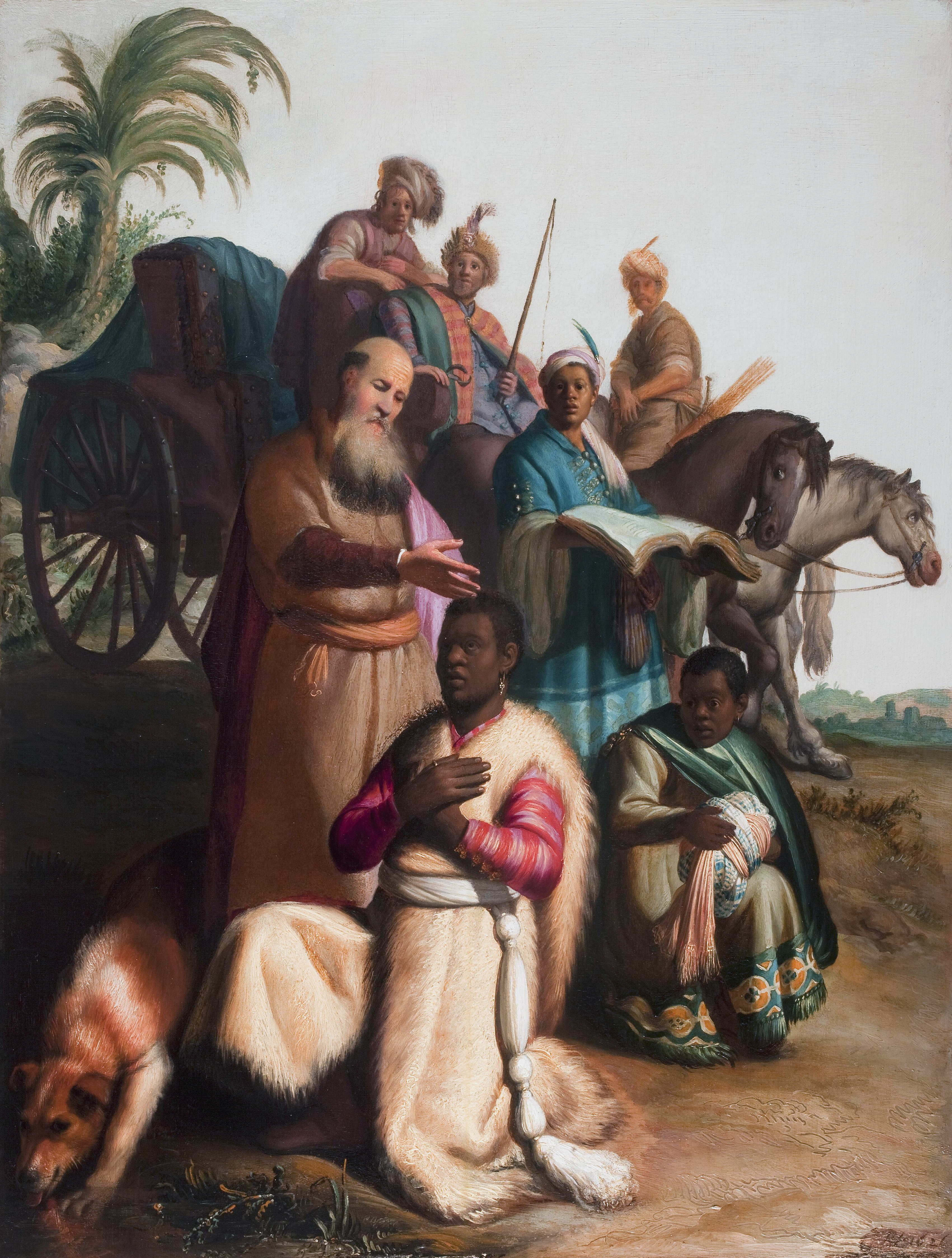
Rembrandt – Chrzest etiopskiego eunucha, 1626 r.
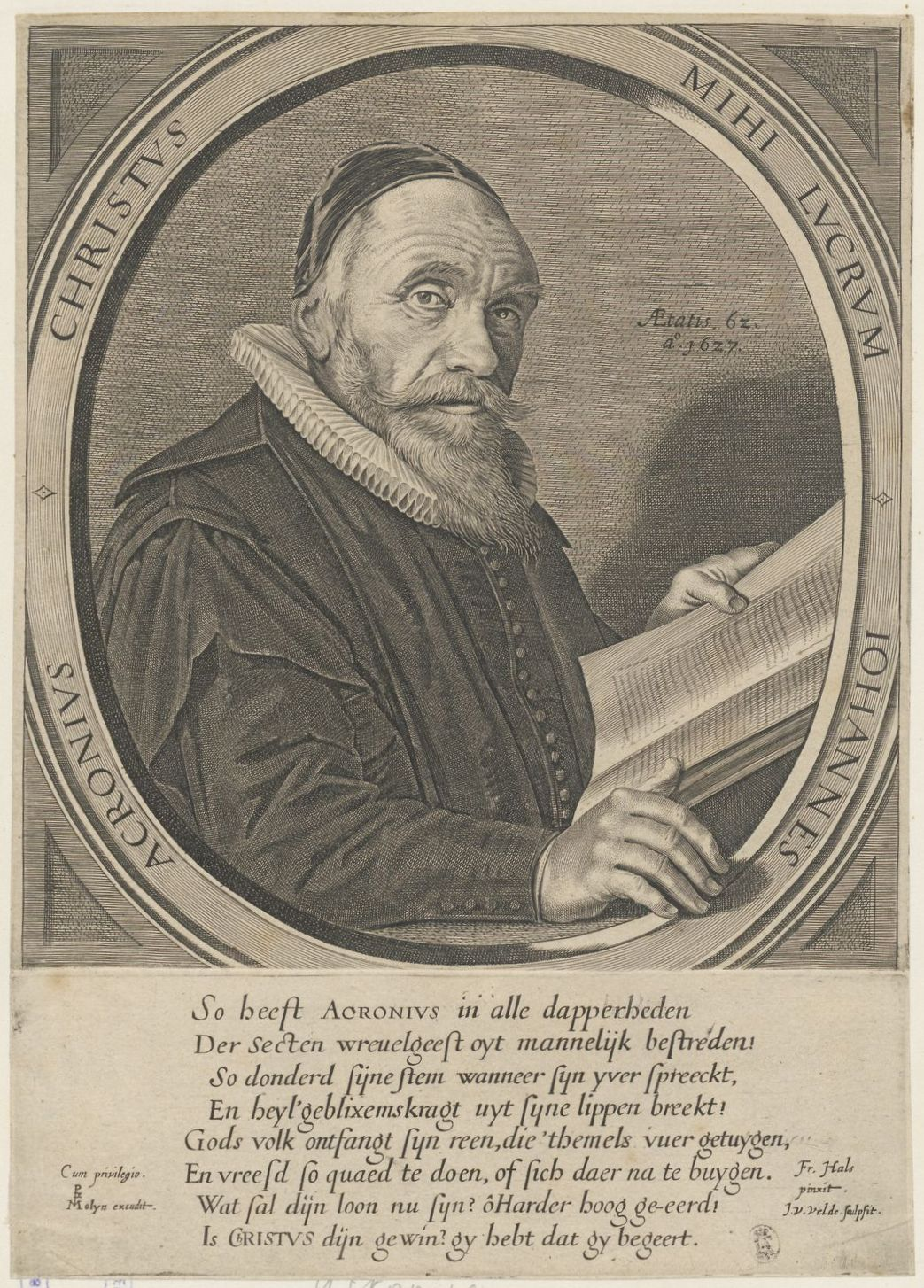
Jan van de Velde i Pieter Molijn według obrazu Fransa Halsa – Portret Johannesa Acroniusa, miedzioryt z 1627 r.